# Іраклій I (цар Кахеті)
Іраклій I (груз. ერეკლე I, Назаралі-Хан; 1637–1709) — цар Картлі (1688–1703), цар Кахетії (1703–1709). Син царевича Давида (1612–1648) та Єлени Діасамідзе (пом. 1695), онук царя Картлі та Кахетії Теймураза I.

## Життєпис
З юнацьких років перебував при дворі царя Росії Олексія Михайловича під іменем царевича Миколи Давидовича. Після повернення 1662 року здійснив невдалу спробу сісти на кахетинський царський трон. Ще 1660 року картлійський цар Вахтанг V (Шахнаваз) убив фактичного правителя Кахетії Заала Арагвського Еріставі та підкорив своїй владі Кахетинське царство.
1664 року Іраклій відновив боротьбу за царський престол. Він почав здійснювати набіги на кахетинські землі. Вахтанг V надавав своєму сину, Арчілу, військову допомогу. Іраклій був змушений відступати. Того ж року Іраклій повернувся до Росії, де перебував упродовж наступних десяти років.
1674 року повернувся до Кахетії. Крупний перський сановник Шихалі-хан, який ворогував із Шахнавазом та його сином, порадив новому перському шаху Солейману Сефі (1666–1694) призначити новим царем Кахетії Іраклія. Умовою воцаріння на троні Картлі шах поставив зміну релігії з християнства на іслам.
Іраклій, прийнявши ім'я Назаралі-хана, був змушений жити при дворі в Ісфахані упродовж чотирнадцяти років. 1688 року Солейман Сефі усунув від влади царя Георгія XI, сина Шахнаваза. Новим царем Картлі був призначений Іраклій. Того ж року останній у супроводі іранських загонів прибув до Тбілісі.
Усунутий від престолу Георгій XI, був змушений вирушити до Імеретії, проте 1691 року повернувся та розпочав боротьбу з Іраклієм за повернення картлійського трону.
1691 року Георгій XI з вірними військами вступив до Картлі. Згодом він узяв в облогу Тбілісі. В результаті Георгій та Іраклій домовились про таке: перший мав зайняти Картлі, а інший отримував Кахетію. Однак угоду було порушено.
1694 року між царями-суперниками почались тривалі бої, у яких жодна зі сторін не могла здобути вирішальної перемоги.
1695 року шах відрядив на допомогу Іраклію велике військо під командуванням нового кахетинського намісника Калбані-хана. 1697 року Георгій XI був доставлений до Ісфахана. Після цього Іраклій знову підкорив своїй владі весь Картлі.
1703 року Георгій все ж повернув собі корону Картлі, а Іраклія I шах призначив царем Кахетії. У травні 1703 року Іраклій вирушив до Ірану. Там він прохав шаха Солтана Хусейна призначити новим царем Кахетії свого старшого сина Давида (Імам Кулі-хана), який проживав як заручник при дворі шаха. Помер Іраклій 1709 року в Ісфахані, так і не повернувшись на батьківщину.

## Родина
Одружився 1677 року з Анною Чолокашвілі, яка померла у квітні 1716 року.
Іраклій мав кількох дітей від Анни й наложниць, імена яких невідомі.
Відомі діти:
- Давид (Імам Кулі-хан), цар Кахетії
- Єлена (пом. 1745), цариця при Ієссе Картлійському
- Костянтин
- Ісмаїл
- Ростом (1685–1703)
- Вахтанг (пом. 1695)
- Дмитро (1688–1700)
- Горгасал (пом. 1697)
- Георгій
- Марина (1696–1744), була у шлюбі з Едішером Чолокашвілі
- Кетеван (пом. бл. 1742), була у шлюбі з принцом Абдулою-Бег Багратіоном
- Теймураз
- Реза Кулі Мірза
- Мустафа Мірза